# Retning af toiletpapir
Der er to valgmuligheder, når det gælder toiletpapirets retning ved brug af en toiletpapirsholder med en horisontal akse parallel med væggen: toiletpapirets frie ende kan enten hænge udad eller indad. Ifølge tegningen til patentansøgningen for toiletrullen skal papiret hænge udad.
En afstemning på YouGov viste, at danskerne vil have, at papiret skal hænge udad - og ISS har bøjet sig for resultatet.

## Holdninger og debat
Selvom emnet er banalt, har folk ofte stærke holdninger angående sagen. Brevkasseredaktør Ann Landers udtalte, at sagen var den mest kontroversielle problemstilling i hendes klummes historie. Forkæmpere for hvert standpunkt fremhæver fordele rækkende fra æstetik, gæstfrihed og renlighed til papirbevarelse og bekvemmeligheden ved at afrykke de enkelte blade. Berømtheder og eksperter findes i begge lejre. Årsagerne til personers valg af toiletpapirets retning er blevet analyseret i flere studier med teorier om alder, køn, socioøkonomisk status og politisk overbevisning. Det er også blevet foreslået, at en præference for indad måske er sammenfaldende med ejerskab af en autocamper eller en kat.
Valget er i store træk et spørgsmål om personlig præference bestemt af vane. I undersøgelser af forbrugere fra USA og af bad- og køkkenspecialister foretrak 60–70% af de adspurgte udad.[kilde mangler]